# Tipula (Lunatipula) abscissa
Tipula (Lunatipula) abscissa is een tweevleugelige uit de familie langpootmuggen (Tipulidae). De soort komt voor in het Neotropisch gebied.